# Здание Попечительства Императорского человеколюбивого общества для сбора пожертвований на ремесленное образование бедных детей
Здание Попечительства Императорского человеколюбивого общества для сбора пожертвований на ремесленное образование бедных детей — памятник архитектуры. Расположен в Адмиралтейском районе Санкт-Петербурга, современный адрес дома — улица Егорова, 26А, 26АБ.

## История
Общество было основано в 1802 году, к моменту решения о постройке в нём состояло более 200 различных благотворительных заведений. Конкурс на проект собственного здания, предназначенного под воспитание и трудоустройство в мастеровые бедных детей, был объявлен Обществом гражданских инженеров в начале 1903 года. Участок был в глубину вдвое больше, чем в ширину, в корпусах надо было разместить административную часть, зал для собраний, общежитие для учеников и жилые помещения для служащих, аукционный зал и магазин. Фасады должны были быть краснокирпичными, без штукатурки.
К 14 марта 1903 года на конкурс было подано 25 работ. В жюри вошли Г. В. Барановский, С. П. Галензовский, М. Ф. Гейслер, Н. В. Дмитриев, Вас. А. Косяков, А. К. Павловский, Б. К. Правдзик, Л. В. Шмеллинг; четыре проекта-победителя должны были использоваться для разработки финального проекта.
Проект-победитель Н. Д. Цвейберга был сделан исключительно в кирпичном стиле, с двумя узкими ризалитами по бокам с щипцами с мелкой арматурой, на третьем этаже общий зал освещался через семь больших полуциркульных окон. Среди недостатков проекта жюри выделило «сдавленные» окна четвёртого этажа. У дворовых корпусов была сложная конфигурация без заполнения по периметру.
Вторую премию получил проект А. Л. Лишневского. Зал в нём расположен в отдельном, стоящем во дворе перпендикулярно лицевому фасаду, флигеле. Был спроектирован четырёхэтажный дом в стиле модерна, с трёхгранным эркером для лестницы и полувальмовым щипцом.
П. В. Бартошевич получил третий приз. В целом проект выполнен в кирпичном стиле, но с элементом в стиле модерн — у зала сделаны парные окна с открытыми металлическими перемычками. Лицевой корпус функционально разделён на две разновысотные части.
Четвёртую премию получил В. П. Тавлинов. В его проекте у главного корпуса всего два этажа, застройка сделана по периметру, дворовые флигели сделаны более высокими. У зала собрания на лицевом фасаде пять больших окон.
Окончательный вариант проекта здания было поручено составить Р. Р. Марфельду. Проект датирован 26 июня 1903 года, согласован Городской управой в начале сентября, окончательное согласование прошло 15 ноября 1903 года. Здание было построено в 1904—1905 годах под наблюдением Н. Я. Порубиновского.
С 1924 года в здании располагался Рабочий патронат «Красный молот» Московско-Нарвского района, с 1932 года — школа, С 1989 года — Станция юных техников, с 1992 года — Дом юных мастеров техники и ремесел, с 2006 года — Дом детского творчества «Измайловский».

## Внешний вид
Здание симметрично, строение фасада связано с внутренней структурой. В лицевом корпусе расположены торговые и административные помещения, учебный интернат, несколько квартир и зал, в дворовых корпусах расположены склады. Планировка немного похожа на план Лишневского, восьмиугольный склад похож на здание из проекта Цвейберга, с его же композицией перекликаются ризалиты с щипцами и крупные окна зала, но в целом проект скорее выполнен самостоятельно, чем с явными заимствованиями из конкурса. Здание выполнено в стиле модерн, решение трёх основных этажей индивидуально. В нижней части здания сделаны витрины, по паре на аукционный зал и магазин пожертвованных вещей. На втором этаже были интернат и канцелярия, они освещаются через двойные скошенные кверху окна с плавными обводами наверший контрфорсов. Средний проём в округлом обрамлении тройной, обрезанный по дуге (конкретная эта деталь функционально не обоснована, соответствует половине спальни). На третьем этаже по центру размещался зал, по краям от которого расположены две гостиные, а со стороны двора был расположен аванзал. Окна зала крупные, с криволинейным абрисом, профилированными архивольтами и уступчатыми импостами в простенках. На четвёртом П-образном в плане этаже были расположены небольшие квартиры, в основном он обращён во двор.
По бокам здания расположены декоративные щипцы со сложным рисунком: вертикаль изгибается по краям и смыкается в узкие арочки с круглым завершением.
Дворовые флигели стоят отдельно от лицевого, но ранее их связывал тоннель. В пятиэтажных «точечных» объёмах были квартиры, склады были двухъярусными.
Декор здания выполнен в красном кирпиче. В нём сочетаются орнамент (пояса городков и зубчиков) и разнообразные проёмы с обрамлениями, контрфорсами, лопатками и щипцами. В оформлении здания использована художественная ковка ворот, ограждения крыши, зонтик над входом (от которого на 2021 год остались только кронштейны). Деревянные двери тамбура также декорированы криволинейными формами.
В 1913 году подвал здания был переделан в полуподвал и окна витрин были уменьшены в высоту на треть.

## Интерьеры
В интерьерах, в отличие от главного фасада, использованы штукатурка и лепка. Вестибюль и лестница украшены лепными листвой и цветами, классицистическими деталями (лопатками, триглифами, линиями-бороздками), полихромными орнаментальными витражами, созданными «М. Франк и Ко» — пять витражей на главной лестнице и полихромные вставки в филёнках входной двери.
В общем зале с пятью окнами перекликаются ложные арки с порталами «египетского» типа, через которые можно попасть на лестницу, в аванзал и гостиную.